# Alfred (Nova York)
Alfred és una població dels Estats Units a l'estat de Nova York. Segons el cens del 2000 tenia 3.954 habitants.

## Demografia
Segons el cens del 2000, Alfred tenia 3.954 habitants, 530 habitatges, i 169 famílies. La densitat de població era de 1.293,8 habitants/km².
Dels 530 habitatges en un 12,3% hi vivien nens de menys de 18 anys, en un 26% hi vivien parelles casades, en un 4,2% dones solteres, i en un 68,1% no eren unitats familiars. En el 38,9% dels habitatges hi vivien persones soles el 10,6% de les quals corresponia a persones de 65 anys o més que vivien soles. El nombre mitjà de persones vivint en cada habitatge era de 2,05 i el nombre mitjà de persones que vivien en cada família era de 2,73.
Per edats la població es repartia de la següent manera: un 3% tenia menys de 18 anys, un 83,1% entre 18 i 24, un 5,9% entre 25 i 44, un 4,6% de 45 a 60 i un 3,3% 65 anys o més.
L'edat mediana era de 20 anys. Per cada 100 dones de 18 o més anys hi havia 147,2 homes.
La renda mediana per habitatge era de 21.313 $ i la renda mediana per família de 70.694 $. Els homes tenien una renda mediana de 15.750 $ mentre que les dones 39.375 $. La renda per capita de la població era de 8.224 $. Entorn del 2% de les famílies i el 37,7% de la població estaven per davall del llindar de pobresa.